# عزبة البرج
عزبة البرج مدينة تقع مقابل رأس البر عند نهاية نهر النيل، شمال مدينة دمياط بحوالي 15 كم على الضفة الشرقية لنهر النيل عند مصبه بالبحر المتوسط وتبعد حوالي 210 كم شمال القاهرة، وتتبع مركز دمياط ويرجع سبب الاسم إلى البرج الذي كان يحرس شاطئها من الغزو الخارجي، وقد انطمست معالم هذا البرج الآن تحت مياه النيل ولكن ما يزال أثره ظاهراً في النيل كجزيرة ضحلة المياه.